# Universidade do Estado de Minas Gerais - Unidade Passos
A Unidade Passos da Universidade do Estado de Minas Gerais é uma instituição de ensino superior brasileira, localizada na cidade de Passos, Minas Gerais.

## História
A Fundação de Ensino Superior de Passos (FESP) - foi instituída pela Lei Estadual No. 6.140 de 10 de setembro de 1973, em substituição à Fundação Faculdade de Filosofia de Passos, existente desde 1965. Tendo seu estatuto aprovado em 20 de fevereiro de 1975.
Em abril de 1990 a FESP passou a integrar a Universidade do Estado de Minas Gerais (UEMG), oferecendo cursos de graduação, pós graduação lato sensu e pós graduação stricto sensu, com pesquisa e extensão nas áreas de saúde, exatas e humanas.
Em 03 de novembro de 2014 foi oficialmente incorporada à UEMG, passou a ser gratuita, mudando seu nome para Universidade do Estado de Minas Gerais - Unidade Passos. O decreto foi assinado pelo então Governador de Minas Gerais, Alberto Pinto Coelho, em cerimônia na sede da fundação.
Com a absorção da FESP, juntamente com outras unidades no interior de Minas, a UEMG passou a ser uma das maiores universidades do estado, com cerca de 18 mil alunos, dos quais 3.913 na Unidade de Passos, distribuídos em 24 cursos de graduação. Os sindicatos dos professores da UEMG e do Estado de Minas Gerais foram favoráveis ao processo de estadualização e ampliação da universidade, ressaltando que a iniciativa iria elevar o ensino gratuito por todo o estado. Com a incorporação da fundação, ficaram transferidas à UEMG as atividades de ensino, pesquisa e extensão, assim como os estudantes regularmente matriculados, ficando assegurado aos alunos o ensino público e gratuito.
A incorporação também foi uma demanda histórica dos estudantes do estado, que consideram a garantia uma vitória histórica. A União estadual dos Estudantes de Minas Gerais (UEE-MG) defendeu por anos a estadualização das fundações de ensino. Foram inúmeras paralisações, abaixo-assinados, manifestações, debates e caravanas protagonizadas pela UEE-MG.

## Blocos
- Bloco 1 -  Av. Juca Stockler, 1130, Bairro Belo Horizonte
- Bloco 3 (Núcleo de Apoio ao Estudante) - Rua Dr. Carvalho, 1147, Bairro Belo Horizonte
- Bloco 6 - Rua Dr. Carvalho, 1454, Bairro Belo Horizonte
- Bloco 11 - CIRE - Rua Colorado, 700, Bairro Eldorado